# زين العابدين الحر العاملي
الشيخ زين العابدين بن الحسن بن علي بن محمد المشغري الحر العاملي (ت. 1078 هـ). هو رجل دين وفقيه شيعي من أهل جبل عامل (جنوب لبنان)، وهو شقيق محمد بن الحسن الحر العاملي مؤلف كتاب تفصيل وسائل الشيعة. وكانت له سفرات عديدة إلى بلاد فارس، والعراق، والحجاز، واليمن، وكانت وفاته في اليمن حيث ارتحل إليها بعد منصرفه من الحج ثمَّ توفي بها وكان ذلك سنة 1078 هـ. وقد ترجم له شقيقه صاحب الوسائل في كتابه أمل الآمل في تراجم علماء جبل عامل مثنياً عليه قائلاً عنه أنَّه: «كان فاضلاً عالماً محققاً صالحاً شاعراً منشئاً عارفاً بالعربيَّة والفقه والحديث والرياضي وسائر الفنون». كما ذكره أحمد الإشكوري في كتابه تلامذة المجلسي عادَّاً إياه واحداً من تلامذة محمد باقر المجلسي وذاكراً أنَّه حصل على إجازة حديثيَّة مختصرة منه، وذكر إجازة المجلسي كذلك آغا بزرگ الطهراني في الذريعة إلى تصانيف الشيعة.

## مؤلفاته
ذكر شقيقه صاحب الوسائل بعضاً من كتبه في ترجمته في أمل الآمل، ونقل عنه محسن الأمين في أعيان الشيعة، وكذا فعل أحمد الإشكوري ضمن ترجمته له في تلامذة المجلسي، والطهراني في الذريعة إذ نقل عناوين مؤلَّفات الحر العاملي وفرَّقها في مجلدات موسوعته، ومن مؤلَّفاته:
| - المناسك المروية في شرح الإثني عشرية الحجية. - متوسط الفتوح بين المتوح والشروح. - التقية. | - ديوان شعر. - كتاب في التاريخ باللغة الفارسيَّة. |